# NGC 7825
NGC 7825 في الفهرس العام الجديد، هي مجرة، تقع في كوكبة الحوت. اكتشفت في 25 سبتمبر 1830 بواسطة جون هيرشل.

## روابط خارجية
- NGC 7825 على موقع ويكي سكاي: DSS2, SDSS, GALEX, IRAS, Hydrogen α, X-Ray, Astrophoto, Sky Map, Articles and images